# Stjepan Kukuruzović
Stjepan Kukuruzović (Thun, 7 giugno 1989) è un calciatore croato, centrocampista svincolato.

## Carriera
Nel 2010 ha firmato un contratto con scadenza nel 2014 con lo Zurigo.

## Palmarès

### Club

#### Competizioni nazionali
- Coppa Svizzera: 1

Zurigo: 2013-2014
- Coppa d'Ungheria: 1

Ferencváros: 2014-2015
- Coppa di Lega ungherese: 1

Ferencváros: 2014-2015
- Coppa del Liechtenstein: 2

Vaduz: 2015-2016, 2016-2017
- Challenge League: 1

Losanna: 2019-2020